# (3574) Rudaux
(3574) Rudaux est un astéroïde de la ceinture principale. Il a été ainsi baptisé en hommage à Lucien Rudaux, astronome français (1874-1947).
On lui doit notamment la publication d'un Guide de l'astronome amateur en 1925 et d'un ouvrage illustré de peintures : Sur les autres mondes en 1937.